# Светско првенство у хокеју на леду 1962.
Светско првенство у хокеју на леду 1962. било је 29. по реду такмичењу за наслов титуле светског првака у хокеју на леду одрганизовано под окриљем Светске хокејашке федерације (ИИХФ). Европске селекције уједно су се такмичиле и за титулу 40. првака Европе. Турнир се одржавао од 7−18. марта 1961. у Сједињеним Државама. Утакмице су се играле у дворанама у Колорадо Спрингсу и Денверу, а по први пут светско хокејашко првенство одржано је на тлу Северне Америке (не рачунајући олимпијске турнире). Рачунајући и олимпијске турнире био је то тек трећи пут да су Сједињене Државе организовале овакав турнир.
Баш као и годину дана раније задржан је систем поделе учесника по квалитативним дивизијама, али је у поређењу са претходним првенством због бојкота источноевропских земаља на турниру учествовало 6 репрезентација мање, укупно 14. Америчке власти из политичких разлога нису дозволиле играчима Источне Немачке улазак у земљу (због градње Берлинског зида), а у знак солидарности са Источним Немцима првенство су бојкотовали Совјетски Савез, Чехословачка и Румунија.
У елитној дивизији А учествовало је 8 екипа које су се бориле за титулу светског првака. Титулу светског првака, своју 3. по реду, освојила је селекција Шведске којој је то уједно била и девета титула европског првака. Репрезентација Канаде за коју су на овом првенству играли играчи аматерске екипе Галт теријерси из Кембриџа освојила је сребрну медаљу, док је бронза припала домаћинима турнира Сједињеним Државама. Нападач Шведске Свен Тумба постао је први играч у историји са три титуле светског првака.
Најефикаснији играч првенства био је нападач шведског тима Нилс Нилсон са учинком од 18 поена (12 голова и 6 асистенције). На укупно одиграних 28 утакмица постигнуто је 310 голова, или у просеку 11,07 голова по утакмици. Све утакмице у просеку је посматрало око 2.525 гледалаца (укупно 70.702 гледалаца), што је била најмања посећеност у последњих 8 година.
У дивизији Б у којој је учествовало 6 репрезентација селекција Аустралије је остварила своју прву победу у историји светских првенстава, док се на такмичење по први пут након СП 1949. вратила Данска.

## Учесници светског првенства
Баш као и годину дана раније екипе су биле подељене у дивизије али се због мање заинтересованости за првенство такмичење у дивизији Ц није одржало. У дивизији А такмичило се укупно 8, а у дивизији Б 6 репрезентација.
| Дивизија А - Велика Британија - Западна Немачка - Канада - Норвешка - Сједињене Државе - Финска - Швајцарска - Шведска | Дивизија Б - Аустралија - Аустрија - Данска - Јапан - Француска - Холандија |

## Турнир дивизије А
Састав обе дивизије одређен је на основу пласмана оствареног на СП 1961, а обе дивизије су претрпеле извесне промене због бојкота првенства од стране источноевропских тимова.
Квалификације за попуну дивизије А
| 7. март 1965. | Колорадо Спрингс | Швајцарска | 9 : 4 | Аустрија | 4:0, 2:2, 3:2 |

### Резултати и табела Дивизије А
| #  | Репрезентација   | Ут | П | Нер | И | ГД | ГП | ГР  | Бод |
| -- | ---------------- | -- | - | --- | - | -- | -- | --- | --- |
| 1. | Шведска          | 7  | 7 | 0   | 0 | 67 | 10 | +57 | 14  |
| 2. | Канада           | 7  | 6 | 0   | 1 | 58 | 12 | +46 | 12  |
| 3. | Сједињене Државе | 7  | 5 | 0   | 2 | 54 | 23 | +31 | 10  |
| 4. | Финска           | 7  | 3 | 0   | 4 | 32 | 42 | -10 | 6   |
| 5. | Норвешка         | 7  | 3 | 0   | 4 | 32 | 54 | -22 | 6   |
| 6. | Западна Немачка  | 7  | 2 | 0   | 5 | 27 | 36 | -9  | 4   |
| 7. | Швајцарска       | 7  | 1 | 0   | 6 | 21 | 60 | -39 | 2   |
| 8. | Велика Британија | 7  | 1 | 0   | 6 | 19 | 73 | -54 | 2   |

| 8. март 1962.  | Колорадо Спрингс | Велика Британија | 3 : 6  | Швајцарска       | 2:1, 0:1, 1:4 |
| 8. март 1962.  | Колорадо Спрингс | Сједињене Државе | 14 : 2 | Норвешка         | 0:0, 8:1, 6:1 |
| 8. март 1962.  | Денвер           | Финска           | 1 : 8  | Канада           | 0:3, 1:4, 0:1 |
|                |                  |                  |        |                  |               |
| 9. март 1962.  | Колорадо Спрингс | Финска           | 5 : 7  | Велика Британија | 2:1, 2:2, 1:4 |
| 9. март 1962.  | Колорадо Спрингс | Шведска          | 17 : 2 | Швајцарска       | 7:0, 4:0, 6:2 |
| 9. март 1962.  | Денвер           | Западна Немачка  | 4 : 6  | Норвешка         | 1:4, 3:0, 0:2 |
|                |                  |                  |        |                  |               |
| 10. март 1962. | Колорадо Спрингс | Сједињене Државе | 1 : 2  | Шведска          | 0:1, 1:0, 0:1 |
| 10. март 1962. | Денвер           | Канада           | 8 : 0  | Западна Немачка  | 5:0, 3:0, 0:0 |
|                |                  |                  |        |                  |               |
| 11. март 1962. | Колорадо Спрингс | Канада           | 7 : 2  | Сједињене Државе | 2:1, 2:1, 3:0 |
| 11. март 1962. | Денвер           | Велика Британија | 2 : 12 | Норвешка         | 0:0, 2:7, 0:5 |
| 11. март 1962. | Денвер           | Сједињене Државе | 6 : 3  | Финска           | 2:2, 1:1, 3:0 |
|                |                  |                  |        |                  |               |
| 12. март 1962. | Колорадо Спрингс | Норвешка         | 7 : 5  | Швајцарска       | 3:0, 3:3, 1:2 |
| 12. март 1962. | Колорадо Спрингс | Велика Британија | 0 : 9  | Западна Немачка  | 0:3, 0:3, 0:3 |
| 12. март 1962. | Денвер           | Шведска          | 12 : 2 | Финска           | 4:1, 4:0, 4:1 |
|                |                  |                  |        |                  |               |
| 13. март 1962. | Колорадо Спрингс | Канада           | 3 : 5  | Шведска          | 0:2, 1:2, 2:1 |
| 13. март 1962. | Денвер           | Сједињене Државе | 8 : 4  | Западна Немачка  | 3:2, 4:1, 1:1 |
|                |                  |                  |        |                  |               |
| 14. март 1962. | Колорадо Спрингс | Финска           | 7 : 4  | Швајцарска       | 1:0, 1:1, 5:3 |
| 14. март 1962. | Колорадо Спрингс | Сједињене Државе | 12 : 5 | Велика Британија | 5:2, 4:1, 3:2 |
| 14. март 1962. | Денвер           | Канада           | 14 : 1 | Норвешка         | 4:0, 5:1, 5:0 |
|                |                  |                  |        |                  |               |
| 15. март 1962. | Колорадо Спрингс | Западна Немачка  | 3 : 9  | Финска           | 1:1, 2:6, 0:2 |
| 15. март 1962. | Денвер           | Шведска          | 17 : 0 | Велика Британија | 6:0, 8:0, 3:0 |
|                |                  |                  |        |                  |               |
| 16. март 1962. | Колорадо Спрингс | Шведска          | 10 : 2 | Норвешка         | 5:0, 1:2, 4:0 |
| 16. март 1962. | Денвер           | Сједињене Државе | 12 : 1 | Швајцарска       | 6:1, 4:0, 2:0 |
|                |                  |                  |        |                  |               |
| 17. март 1962. | Колорадо Спрингс | Финска           | 5 : 2  | Норвешка         | 1:1, 1:1, 3:0 |
| 17. март 1962. | Колорадо Спрингс | Велика Британија | 2 : 12 | Канада           | 0:4, 1:2, 1:6 |
| 17. март 1962. | Денвер           | Шведска          | 4 : 0  | Западна Немачка  | 2:0, 2:0, 0:0 |
|                |                  |                  |        |                  |               |
| 18. март 1962. | Колорадо Спрингс | Сједињене Државе | 1 : 6  | Канада           | 1:2, 0:2, 0:2 |
| 18. март 1962. | Денвер           | Западна Немачка  | 7 : 1  | Швајцарска       | 3:0, 4:0, 0:1 |

### Појединачна признања у елитној дивизији
| - Одлуком директората турнира за најбоље појединце проглашени су: - Најбољи голман: Ленарт Хегрот - Најбољи одбрамбени играча: Џон Мајасич - Најбољи нападач: Свен Тумба | Према избору медија идеална постава турнира је: - Голман: Ленарт Хегрот - Одбрана: Џек Даглас / Хери Смит - Напад: Џеки Маклауд/ Нилс Нилсон/ Улф Стернер |

## Дивизија Б
У дивизији Б се као и годину дана раније налазило 6 репрезентација.
| #   | Репрезентација | Ут | П | Нер | И | ГД | ГП | ГР  | Бод |
| --- | -------------- | -- | - | --- | - | -- | -- | --- | --- |
| 9.  | Јапан          | 5  | 5 | 0   | 0 | 63 | 16 | +47 | 10  |
| 10. | Аустрија       | 5  | 4 | 0   | 1 | 49 | 9  | +40 | 8   |
| 11. | Француска      | 5  | 3 | 0   | 2 | 35 | 25 | +10 | 6   |
| 12. | Холандија      | 5  | 2 | 0   | 3 | 20 | 46 | -26 | 4   |
| 13. | Аустралија     | 5  | 1 | 0   | 4 | 13 | 51 | -38 | 2   |
| 14. | Данска         | 5  | 0 | 0   | 5 | 9  | 42 | -33 | 0   |

| 8. март 1961.  | Денвер           | Аустралија | 4 : 6  | Холандија  | 1:4, 1:1, 2:1 |
|                |                  |            |        |            |               |
| 9. март 1961.  | Колорадо Спрингс | Јапан      | 10 : 8 | Француска  | 4:3, 2:4, 4:1 |
|                |                  |            |        |            |               |
| 10. март 1961. | Колорадо Спрингс | Аустралија | 0 : 17 | Аустрија   | 0:4, 0:8, 0:5 |
| 10. март 1961. | Денвер           | Холандија  | 9 : 4  | Данска     | 4:1, 3:1, 2:2 |
|                |                  |            |        |            |               |
| 11. март 1961. | Колорадо Спрингс | Француска  | 7 : 2  | Данска     | 4:0, 1:0, 2:2 |
|                |                  |            |        |            |               |
| 12. март 1961. | Денвер           | Аустралија | 2 : 13 | Јапан      | 1:3, 1:7, 0:3 |
|                |                  |            |        |            |               |
| 13. март 1961. | Колорадо Спрингс | Француска  | 13 : 1 | Аустралија | 6:0, 5:0, 2:1 |
| 13. март 1961. | Денвер           | Холандија  | 1 : 12 | Аустрија   | 0:6, 1:3, 0:3 |
|                |                  |            |        |            |               |
| 14. март 1961. | Денвер           | Јапан      | 7 : 3  | Аустрија   | 0:0, 5:2, 2:1 |
|                |                  |            |        |            |               |
| 15. март 1961. | Колорадо Спрингс | Француска  | 6 : 2  | Холандија  | 1:0, 1:1, 4:1 |
| 15. март 1961. | Денвер           | Данска     | 2 : 6  | Аустралија | 2:2, 0:4, 0:0 |
|                |                  |            |        |            |               |
| 16. март 1961. | Колорадо Спрингс | Холандија  | 2 : 20 | Јапан      | 1:7, 0:4, 1:9 |
| 16. март 1961. | Денвер           | Француска  | 1 : 10 | Аустрија   | 0:0, 0:6, 1:4 |
|                |                  |            |        |            |               |
| 17. март 1961. | Денвер           | Јапан      | 13 : 1 | Данска     | 6:0, 4:0, 3:1 |
|                |                  |            |        |            |               |
| 18. март 1961. | Денвер           | Данска     | 0 : 7  | Аустрија   | 0:3, 0:2, 0:2 |

-

## Титуле
| Победник Светског првенства 1962. |
| Шведска 3. титула                 |

| Победник Европског првенства 1962. |
| Шведска 9. титула                  |